# Harbour Island (Iona-eilanden)
Harbour Island is een onbewoond eiland in de Canadese provincie Newfoundland en Labrador. Het eiland meet 24,5 hectare en ligt in de Placentia Bay, aan de zuidkust van Newfoundland. Het huisvest overblijfselen van de verlaten nederzetting Iona.

## Toponymie
De naam Harbour Island valt vanuit het Engels te vertalen als "haveneiland". De naam verwijst naar de natuurlijke haven aan de noordkust van het eiland.

## Geschiedenis
Op Harbour Island en het naburige Burke Island bevond zich vermoedelijk al vanaf de vroege 18e eeuw een als één nederzetting beschouwde dorpsgemeenschap bevolkt door Ierse immigranten. Deze nederzetting kende zijn hoogtepunt in de 19e eeuw. In het kader van de Newfoundlandse hervestigingspolitiek verlieten de laatste inwoners beide eilanden midden de jaren 1950.

## Geografie
Harbour Island is het op twee na grootste eiland van de Iona-eilanden. Dat is een archipel in het oosten van Placentia Bay, de grootste baai aan Newfoundlands zuidkust. Het ruwweg Y-vormige eiland ligt 1 km ten noorden van Burke Island en ruim 3 km ten westen van Newfoundland.